# خوان خوسيه كوبو
خوان خوسيه كوبو (بالإسبانية: Juanjo Cobo)‏ مواليد 21 فبراير 1981 في توريلافيجا، منطقة كانتابريا، إسبانيا، هو دراج إسباني في صنف سباق الدراجات على الطريق.

## سباقات أو مراحل فاز بها
- طواف إسبانيا

## روابط خارجية
- خوان خوسيه كوبو على موقع الاتحاد الدولي للدراجات (الإنجليزية)
- خوان خوسيه كوبو على موقع أرشيف الدراجات (الإنجليزية)
- خوان خوسيه كوبو على موقع إحصائيات الدراجات الإحترافية (الإنجليزية)
- خوان خوسيه كوبو على موقع نسبة الدراجات (الإنجليزية)
- خوان خوسيه كوبو على موقع CycleBase (الإنجليزية)